# Cruz do Espírito Santo
Cruz do Espírito Santo é um município brasileiro localizado na Região Metropolitana de João Pessoa, estado da Paraíba.

## História

### O massacre do Engenho São Tiago Maior
Em 20 de março de 1645, os holandeses que haviam invadido a Paraíba instigaram os índios, seus aliados, atacaram São Tiago Maior, (Atual Engenho São Felipe ou Puxi de cima) de André Dias de Figueiredo. Foram assassinados todos os habitantes do engenho e moradores, só escapando á morte uma filha do senhor do engenho que, diz a crônica, ser uma jovem muito bonita, sendo por isso poupada e enviada para a fortaleza de Cabedelo.

### Territorialidade
Pela lei estadual nº 520, de 31 de dezembro de 1943, Espírito Santo passou a denominar-se Maguari. Sob o mesmo decreto são criados os distritos de Caaporã e São Miguel de Taipu, ambos desmembrados de áreas do distrito de Pedras de Fogo e anexados a Maguari.
Entre 1944 e 1948, o município é constituído de quatro distritos: Maguari (que é a sede), Caaporã, Pedras de Fogo e São Miguel de Taipu. Por fim, a lei estadual nº 136, de 30 de setembro de 1948, renomeia o município de Maguari novamente como Cruz do Espírito Santo.
Em divisão territorial datada de 1 de julho de 1960, o município é constituído apenas do distrito-sede, isto é, Cruz do Espírito Santo.

## Geografia
O território de Cruz do Espírito Santo cobre 192,512 km² de área (0,3409% da Paraíba), dos quais 3,1933 km² constituem áreas urbanas. Limita-se a norte e a leste com Santa Rita, a sul com Pedras de Fogo e a oeste com Sapé, Sobrado e São Miguel de Taipu. A distância rodoviária da cidade até João Pessoa, capital estadual, é de 28 km.
O relevo de Cruz do Espírito Santo é formado por baixas altitudes e está inserido nos tabuleiros costeiros, constituído por platôs sedimentares. Predominam os solos podzólicos, chamados de luvissolos no atual Sistema Brasileiro de Classificação de Solos (SBCS), ocorrendo também o solo bruno não cálcico, também enquadrado nos luvissolos, e os solos aluviais eutróficos (neossolos), este último nas áreas de várzea. Esses solos são cobertos por espécies de Mata Atlântica, que se apresenta sob as formas de floresta subperenifólia, floresta subcaducifólia e cerrado.
Na hidrografia, Cruz do Espírito Santo é entrecortado pelo rio Paraíba, cuja bacia hidrográfica abrange grande parte do território do município. O clima local, por sua vez, é o tropical chuvoso com verão seco, típico do leste do Nordeste, com chuvas concentradas nos meses de outono e inverno.
| Dados climatológicos para Cruz do Espírito Santo | Dados climatológicos para Cruz do Espírito Santo | Dados climatológicos para Cruz do Espírito Santo | Dados climatológicos para Cruz do Espírito Santo | Dados climatológicos para Cruz do Espírito Santo | Dados climatológicos para Cruz do Espírito Santo | Dados climatológicos para Cruz do Espírito Santo | Dados climatológicos para Cruz do Espírito Santo | Dados climatológicos para Cruz do Espírito Santo | Dados climatológicos para Cruz do Espírito Santo | Dados climatológicos para Cruz do Espírito Santo | Dados climatológicos para Cruz do Espírito Santo | Dados climatológicos para Cruz do Espírito Santo | Dados climatológicos para Cruz do Espírito Santo |
| Mês                                              | Jan                                              | Fev                                              | Mar                                              | Abr                                              | Mai                                              | Jun                                              | Jul                                              | Ago                                              | Set                                              | Out                                              | Nov                                              | Dez                                              | Ano                                              |
| ------------------------------------------------ | ------------------------------------------------ | ------------------------------------------------ | ------------------------------------------------ | ------------------------------------------------ | ------------------------------------------------ | ------------------------------------------------ | ------------------------------------------------ | ------------------------------------------------ | ------------------------------------------------ | ------------------------------------------------ | ------------------------------------------------ | ------------------------------------------------ | ------------------------------------------------ |
| Precipitação (mm)                                | 82,1                                             | 101                                              | 150,8                                            | 160,4                                            | 184                                              | 203,9                                            | 153,3                                            | 88,9                                             | 54,5                                             | 23,7                                             | 23,4                                             | 35,9                                             | 1 261,8                                          |
| Fonte: Atlas Pluviométrico da Paraíba            |                                                  |                                                  |                                                  |                                                  |                                                  |                                                  |                                                  |                                                  |                                                  |                                                  |                                                  |                                                  |                                                  |

## Filhos ilustres
- Aristides Lobo, jurista, político e jornalista e abolicionista, ao tempo do Império
- Filipe Moreira Lima, militar e político
- José Pereira Lira, advogado e político
- Maílson Ferreira da Nóbrega, economista
- Osvaldo Trigueiro do Vale, político
- Durval, jogador de futebol

## Esportes
O São Paulo Crystal Futebol Clube é um clube de futebol da cidade e disputa o Campeonato Paraibano de Futebol.